# Kateřina Částková
Kateřina Částková je česká modelka a moderátorka Fashion TV. V roce 2012 získala titul Miss Golf 2012.

## Život
Pochází z Frýdku-Místku, zde také studovala na Gymnáziu Petra Bezruče, kde maturovala v roce 2006. Poté studovala na Fakultě mezinárodních vztahů Vysoké školy ekonomické v Praze bakalářský obor Politologie. Dále studovala na Metropolitní univerzitě v Praze bakalářský obor Mezinárodní vztahy a evropská studia v kombinované formě, který absolvovala v roce 2012, kde získala titul Bc. Poté studovala navazující magisterský obor Asijská studia a mezinárodní vztahy na téže univerzitě. Krátce žila v New Yorku a v Miami.
Od ledna 2013 pracuje jako moderátorka na Fashion TV.
Je členka Clubu Ducha Sportovního. Žije v pražských Strašnicích,kde byla viděna v létě 2019.[zdroj?]

## Modeling a soutěže Miss
V 18. letech se začala věnovat modelingu. Žila v New Yorku, Miami, ale i v Malajsii, Indii nebo japonském Tokiu. Většinu zakázek získala v Miláně, kde pracuje pro prestižni modelingovou agenturu Major Model Milan. Pracuje s designery jako je například Ermanno Scervino, Gianfranco Ferre, Liu Jo, Guess, Roberto Cavalli či Yves Saint Lauren. V Itálii si také zahrála v komedii s názvem Zamilovat se do muže v mém věku. Pracovala exkluzivně pro značku Make Up Forever. Od roku 2012 pracuje jako moderatorka pro Fashion TV. Zúčastnila se několika soutěží krásy.[zdroj?]
Zabývá se jógou, psychologii a zdravým životnim stylem. Je absolventkou The Institut of Integratice Nutrition v New Yorku. Úspěšně absolvovala i navazujici studium. Hovoří anglicky a italsky, studovala španělštinu a nyní[kdy?] se zabývá japonštinou.[zdroj?]

## Soutěže krásy
- Miss Praha Open 2009 - finalistka[3]
- Miss Billionaire 2009 - Italy - titul holder
- Miss Golf 2012 - vítězka[4]
- Miss Tourism International 2012 - Miss Silueta International[5]
- Miss Face 2013 -